# Wertschöpfungsstruktur
Der Begriff Wertschöpfungsstruktur wird in der betriebswirtschaftlichen Organisationsliteratur z. T. synonym zu Aufbauorganisation oder Struktur verwendet, um die Ausrichtung auf die Wertschöpfung als zentrales Ziel unternehmerischer Tätigkeit zu betonen.
Die Wertschöpfungsstruktur umfasst alle dauerhaften Regelungen, die Aufgaben, Kompetenzen und Verantwortlichkeiten Stellen und Stellenmehrheiten zuweisen. Wesentliche Merkmale sind einzelne Strukturelemente, die sogenannten Organisationseinheiten, und deren Beziehungen zueinander, insbesondere deren hierarchische Über- und Unterordnung (Hierarchie).
Neben der Wertschöpfungsarchitektur und den Wertschöpfungsprozessen stellt die Wertschöpfungsstruktur das dritte Element der wertschöpfungsorientierten Organisationsgestaltung dar.